# Kalinin K-1
Die Kalinin K-1 (russisch Калинин К-1) war ein sowjetisches Passagierflugzeug, das drei Personen befördern konnte. Allerdings besaß sie ein recht schwaches Triebwerk und wurde darum nur in einigen Exemplaren gebaut.

## Entwicklung
Konstantin A. Kalinin begann 1925 am Luftfahrtinstitut Charkiw die Arbeiten an der K-1. Zu Kalinins engsten Mitarbeitern gehörten damals D. L. Tomaschewitsch, A. N. Grazianski und A. T. Rudenko.
Die ersten Konstruktionspläne waren von Kalinin schon 1923 entworfen worden, als die ukrainische Fluggesellschaft Ukrwosduchput nach Eröffnung der ersten regulären Flugverbindung von Moskau nach Nischni-Nowgorod für weitere Expansionspläne ein billiges, robustes und leicht wartbares Flugzeug gefordert hatte. Der Bau erfolgte im Kiewer Reparaturflugzeugwerk, weshalb die K-1 auch als RWS-6 (Remwosduchsawod-6 = Reparaturflugzeugwerk 6) bezeichnete. Der Erstflug erfolgte am 20. April 1925 oder nach anderer Quelle am 26. Juli 1925.
Im Sommer 1925 soll die Werkserprobung stattgefunden haben und im September des gleichen Jahres erfolgte in Moskau die staatliche Abnahme für die zivile Luftfahrt. Während der Tests soll die K-1 mit voller Zuladung in 3000 Metern Höhe eine Geschwindigkeit von 191 km/h erreicht haben.
Eingesetzt wurde der Typ hauptsächlich als Passagierflugzeug, später als Sanitätsflugzeug (Siehe K-3) und, da sie in der Lage war 400 kg Chemikalien zu befördern, auch in der Landwirtschaft. Es entstanden in Minsk fünf Exemplare. Nachfolger waren die K-2, K-3, K-4 und schließlich die in 290 Exemplaren produzierte Kalinin K-5.

## Aufbau
Die K-1 war ein abgestrebter Schulterdecker mit elliptischem, dreiteiligen Tragflügel. Der rechteckige Rumpf bestand aus einem Stahlrohrgerüst, im vorderen Bereich bis zum Ende der Passagierkabine mit Leichtmetall beplankt und im hinteren mit Stoff bespannt. Das Mittelstück des Tragflügels bildete ein Stahlrohrgerüst, während die Außenflügel aus Holz und mit Stoff bespannt waren. Er war zum Rumpf hin auf jeder Seite mit zwei parallel zueinander verlaufenden und mit Sperrholz ummantelten Stahlrohrstreben abgestützt. Das Höhenleitwerk war ebenfalls als Ellipse ausgebildet und bestand aus einer mit Stoff bespannten Holzkonstruktion. Auch das Seitenleitwerk besaß Stoffbespannung, bestand aber aus Stahlrohr. Das Fahrwerk bestand aus den mit einer Achse verbundenen Haupträdern und einem Schleifsporn am Heck.

## Technische Daten

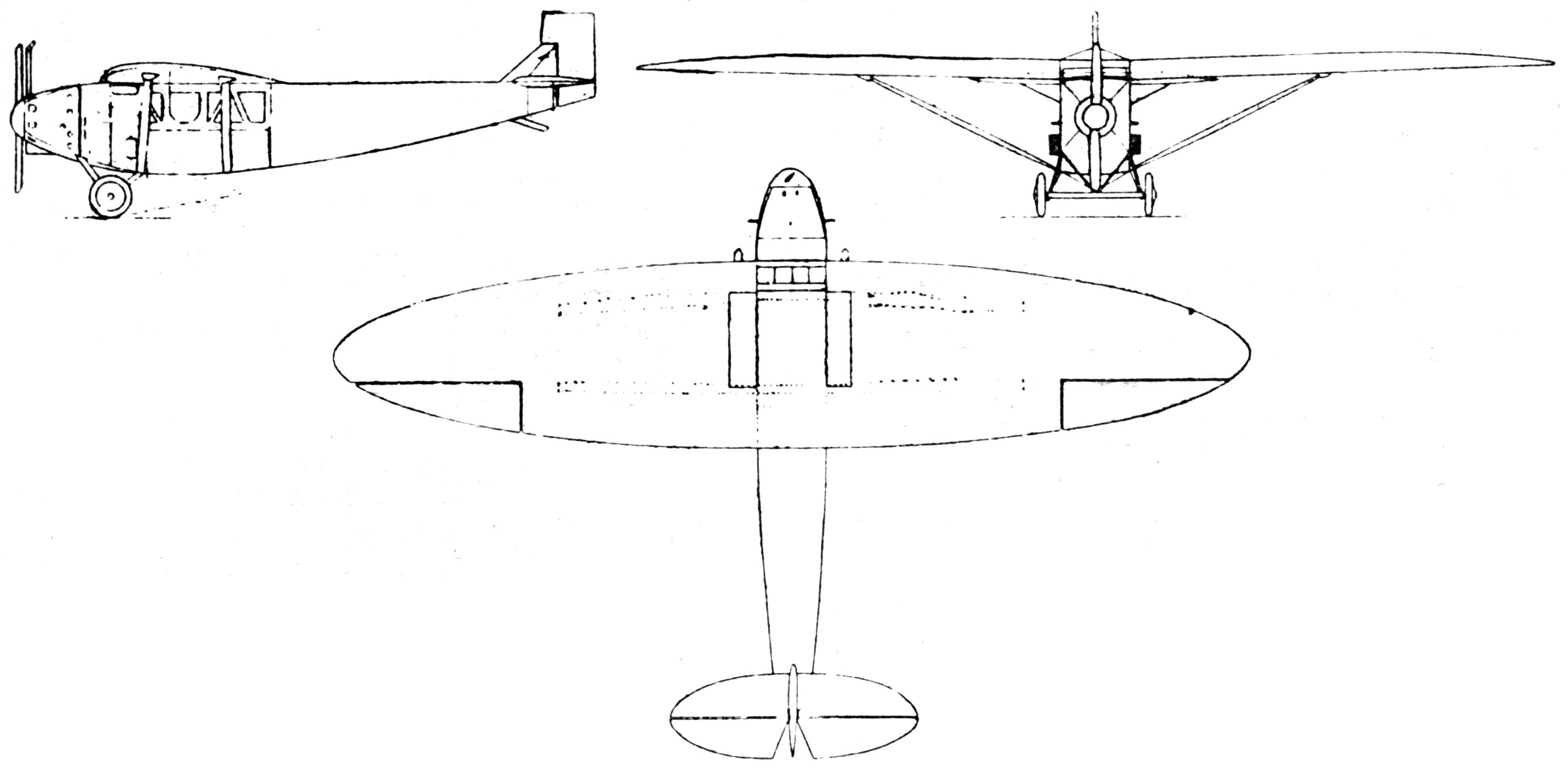
Dreiseitenansicht

| Kenngröße             | Daten                                                                                                |
| --------------------- | --- |
| Besatzung             | 1 |
| Passagiere            | 3 |
| Länge                 | 10,72 m                                                                                              |
| Spannweite            | 16,76 m                                                                                              |
| Flügelfläche          | 40,00 m²                                                                                             |
| Flügelstreckung       | 7 |
| Rüstmasse             | 1452 kg                                                                                              |
| Nutzlast              | 520 kg                                                                                               |
| Startmasse            | 1972 kg                                                                                              |
| Flächenbelastung      | 49,3 kg/m²                                                                                           |
| Leistungsbelastung    | 12,3 kg/PS                                                                                           |
| Triebwerk             | 1 flüssigkeitsgekühlter Neunzylinder-Reihenmotor Salmson RB-9 mit starrer Zweiblatt-Holzluftschraube |
| Leistung              | 127 kW (ca. 170 PS)                                                                                  |
| Kraftstoffvolumen     | 170 kg                                                                                               |
| Höchstgeschwindigkeit | 160 km/h in Bodennähe                                                                                |
| Reisegeschwindigkeit  | 130 km/h                                                                                             |
| Landegeschwindigkeit  | 70 km/h                                                                                              |
| Startrollstrecke      | 120 m                                                                                                |
| Landerollstrecke      | 180 m                                                                                                |
| Steigzeit auf 1000 m  | 12,3 min                                                                                             |
| Dienstgipfelhöhe      | 3000 m                                                                                               |
| Reichweite            | 600 km                                                                                               |